# شرناز پاتل
شرناز پاتل هنرپیشه اهل کشور هند است. وی در فیلم‌های هندی و انگلیسی زبان بازی می‌کند و از سال ۱۹۸۴ میلادی تاکنون مشغول فعالیت بوده است.

## قسمتی از فیلمشناسی
- سیاه
- خانواده
- برادر بزرگ
- درخواست
- تلاش
- تو مرا دیوانه کردی
- اظهر
- گل
- تحویل در منزل
- من هستم
- روح